# Joan Ritz
Joan Ritz foi uma atriz britânica da era do cinema mudo.

## Filmografia selecionada
- Enoch Arden (1914)
- The Harbour Lights (1914)
- The Coal King (1915)
- The Little Minister (1915)
- The Romany Rye (1915)
- Darby and Joan (1919)
- Rodney Stone (1920)
- The Croxley Master (1921)